# Dasypsyllus gallinulae
Dasypsyllus gallinulae är en loppart som först beskrevs av Dale 1878.  Dasypsyllus gallinulae ingår i släktet Dasypsyllus och familjen fågelloppor.

## Underarter
Arten delas in i följande underarter:
- D. g. gallinulae
- D. g. klossi
- D. g. perpinnatus